# Сан Сюэ
Сан Сюэ (кит. упр. 桑雪, пиньинь Sāng Xuě, род. 7 декабря 1984) — китайская спортсменка (прыжки в воду), олимпийская чемпионка.
Сан Сюэ родилась в 1984 году в Тяньцзине. В 5 лет занялась гимнастикой, с 10 лет стала заниматься прыжками в воду. На Олимпиаде-2000 в паре с Ли На она завоевала золотую медаль в синхронных прыжках с 10-метровой вышки.